# Ficus racemosa
Ficus racemosa L., 1753 è una pianta della famiglia delle Moraceae, diffusa in Australasia.
Nel subcontinente indiano è conosciuta come udumbara (dal sanscrito उडुम्बर).

## Descrizione
È una specie decidua che può raggiungere l'altezza di 18 m. A differenza di altre specie tropicali del genere Ficus, F. racemosa non è dotata di radici aeree.

Le foglie sono ovate, ovato-lanceolate o ellittiche, con margine intero.

Il frutto è un siconio subgloboso o piriforme, di colore rosso a maturità, che cresce in grappoli emergenti direttamente dal tronco o dai rami principali.

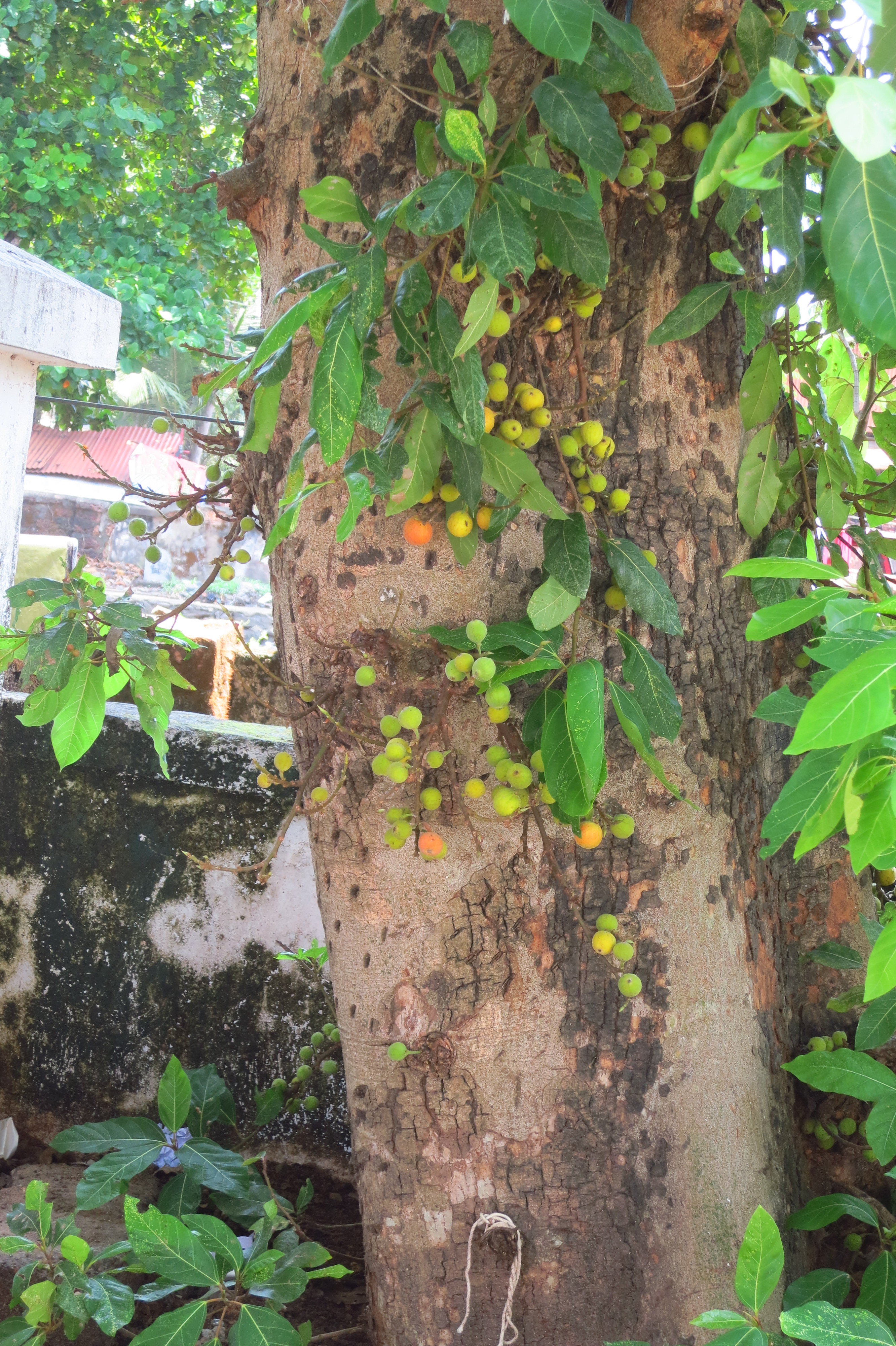
Tronco
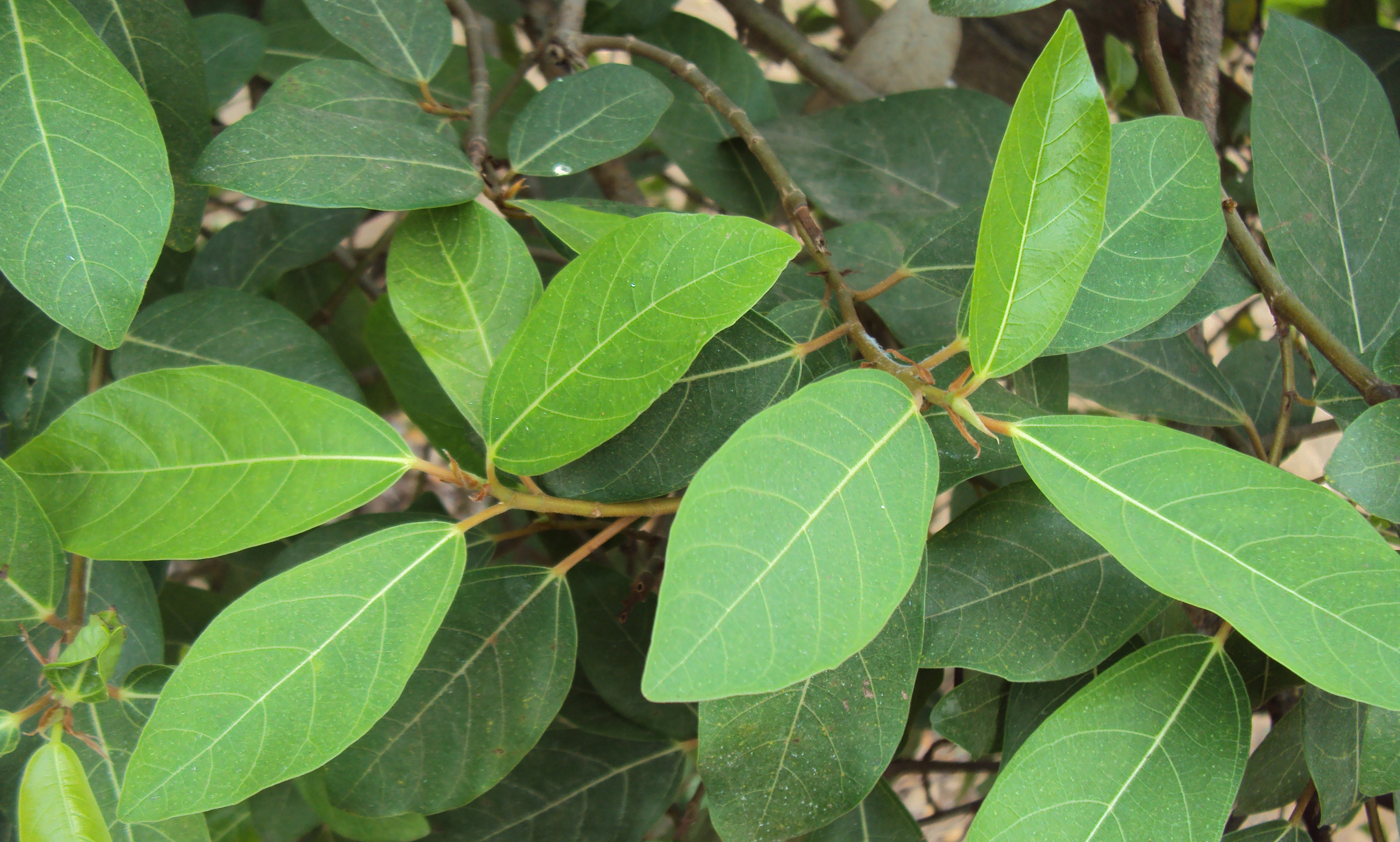
Foglie
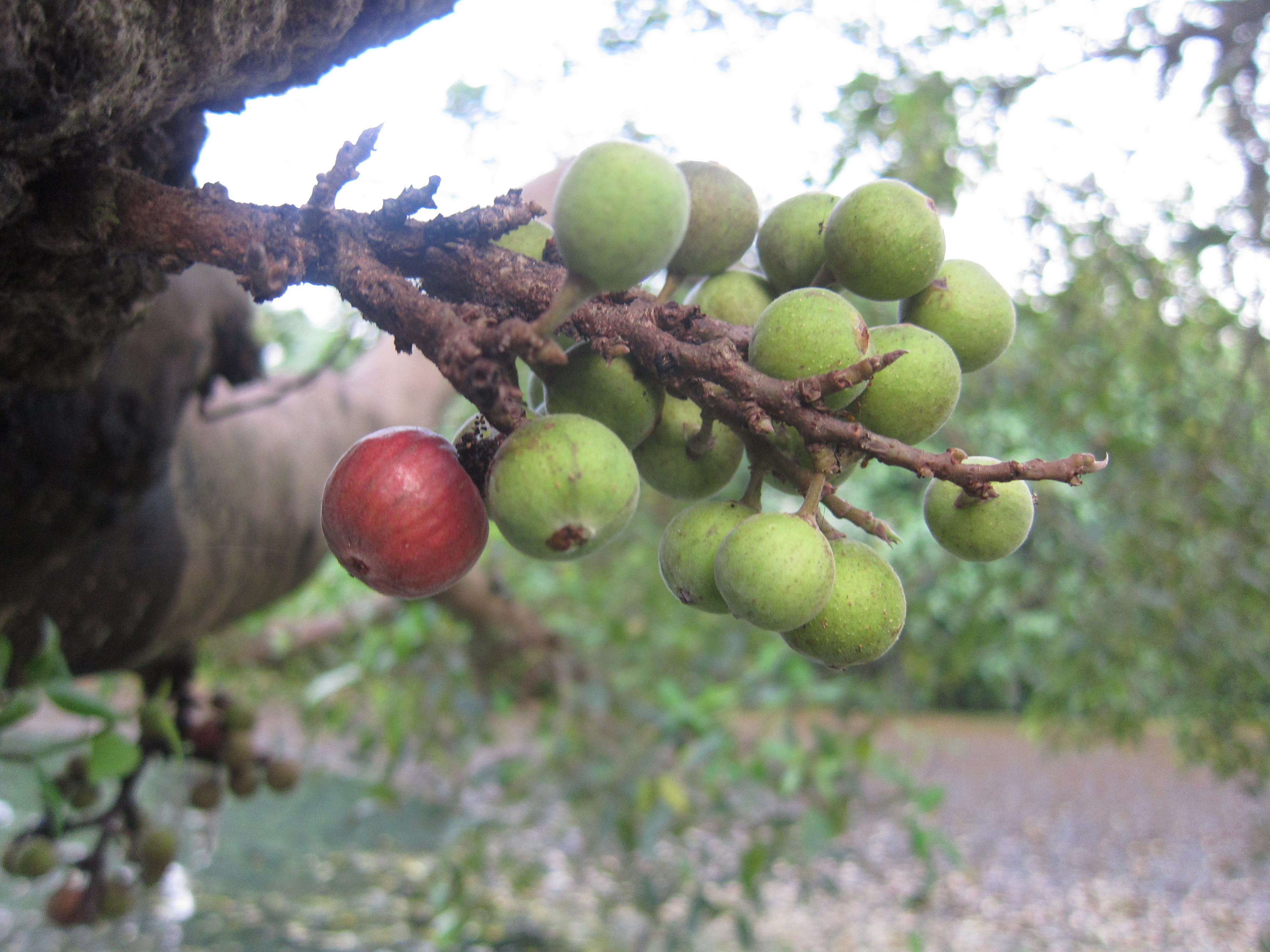
Frutti

## Biologia

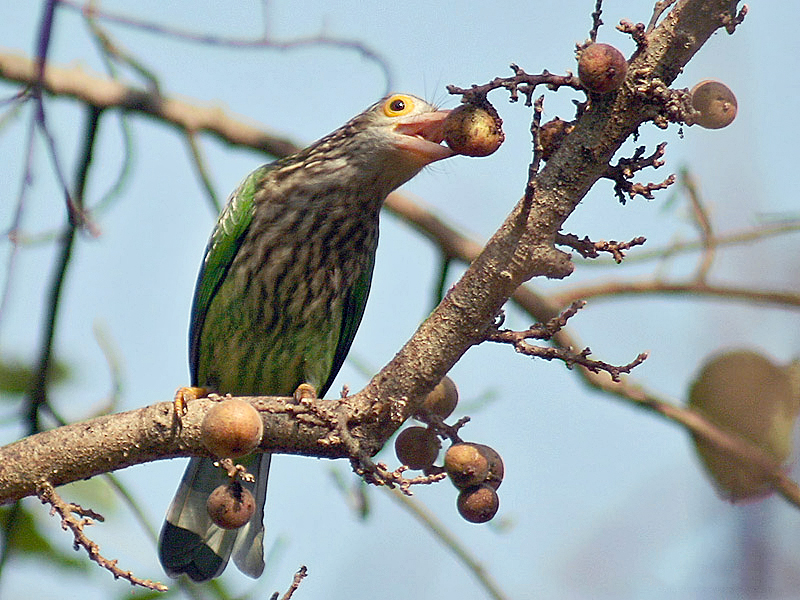
I frutti di F. racemosa sono un'importante risorsa alimentare per molte specie di uccelli (qui un barbetto lineato).

### Ecologia
I frutti sono un'importante risorsa alimentare per una varietà di uccelli e mammiferi tra cui il langur di Phayre (Trachypithecus phayrei).
Le foglie sono spesso attaccate dai bruchi della farfalla Euploea sylvester.

### Impollinazione
Al pari di altre specie del genere Ficus si riproduce per impollinazione entomofila. L'imenottero impollinatore specifico di F. racemosa è l'agaonide Ceratosolen fusciceps.

## Distribuzione e habitat
L'areale di Ficus racemosa si estende dal subcontinente indiano (India, Sri Lanka, Nepal, Pakistan) alla Cina meridionale (Guizhou, Yunnan, Guangxi), spingendosi a sud attraverso l'Indocina (Myanmar, Thailandia, Vietnam) e l'arcipelago indo-malese (Indonesia, Borneo, Sulawesi, Giava, Piccole Isole della Sonda, Sumatra, Malaysia, Nuova Guinea Occidentale, Papua Nuova Guinea) sino alla parte settentrionale dell'Australia (Australia Occidentale, Territorio del Nord, Queensland).

## Usi
Ficus racemosa è una pianta molto popolare nella medicina ayurvedica. Le foglie, i frutti, la corteccia, il lattice e le radici sono utilizzate per il trattamento di varie patologie tra cui il diabete, le epatopatie, la diarrea, i disturbi infiammatori, le emorroidi, i disturbi del tratto urinario.